# نادية نواصر
نادية نواصر شاعرة جزائرية. من جيل ما بعد الاستقلال تكتب الشعر على الطريقة الحديثة.

## بدايات
دخلت عالم الكتابة في سن السابعة عشرة وطبعت ديوانها الأول في سن العشرين.

## مؤلفات

### دواوين
كان أول ديوان نشرته سنة 1981، ثم انقطعت عن النشر، وعادت في مطلع التسعينات لتكتب وتنشر بغزارة...فأصدرت بعده 12 ديوانا شعريا آخرا ليصبح في حوزتها 13 ديوانا شعريا وهم:
- 1981 – راهبة في ديرها الحزين (ديوان شعر)، مطبعة البعث بقسنطينة[6][7]
- 2003 – امرأة المسافات (مجموعة شعرية)، منشورات اتحاد الكتاب الجزائريين (ردمك 9961738549)

- 2005 – صهوات الريح، المكتبة الوطنية الجزائرية،110 صفحة (ردمك 9789961901304)
- 2006 – أشياء الأنثى الأخرى (شعر)، اتحاد الكتاب الجزائريين (ردمك 9789961957684)
- 2007 - زمن بلا ذاكرة، دار الهدى للطباعة والنشر والتوزيع - 74 صفحة (ردمك 9789961609569)
- 2007 – انا اللاجئة إلى اعشاب صدري، منشورات وزارة الثقافة، 132 صفحة.
- 2013 – حديث زليخة (نصوص إبداعية)، موفم للنشر (ردمك 9789931003663 )[8]
- 2013 – صدى الموال، المؤسسة الوطنية للفنون المطبعية.[8]
- 2013 – المشي في محرابك، المؤسسة الوطنية للفنون المطبعية.[8]
- 2014 – لبونة صهد القلب، موفم للنشر، (ردمك 978-9931-00-582-7)
- 2021 – رسائل إلى monsovo. رومنس القرن 21 للنشر والإعلام والثقافة.[9]
- اوجاع (نصوص ابداعية)، منشورات وزارة الثقافة، 116 صفحة
- لهالة يغني الصباح (شعر للاطفال)

### كتب
- 2020 – «فضة التأويل» مقاربة نقدية لأعمال الشاعر محمد بوطغان، دار خيال للنشر[10]

## مناصب
عملت مراسلة صحفية لجريدة النصر وعملت مراسلة صحفية لمجلة الجزائرية بتعيين من الأديبة والوزيرة السابقة زهور ونيسي.
- رئيسة فرع الجزائر للمثقفين العرب
- مستشار ثقافي لدى ملتقى الأقلام الذهبية للمفكرين العرب
- رئيسة فرع الجزائر لتجمع شعراء العالم العربي
- مدير تنفيذي لمنتدى العرين للإبداع والثقافة
- رئيسة فرع الجزائر لملتقى الأدباء والمثقفين العرب بمصر منذ 2019.

## آراء عنها
يرى الناقد بن قارة في ديوانها «بتوقيت الشوق» عنوان عفّة ووفاء.
- «نادية نواصر تعتبر إحدى الشاعرات المجدات في المشهد الشعري الجزائري وتجربتها الشعرية لها ألفها الخااص من حيث اللغة والمضمون والحس الشعري» – عياش يحياوي.[12]

- «نموذج نادية نواصر، التي لا تعرف كتابة الشعر بعيدا عن الرجل الذي تتمثل أمامه رقيقة الحواشي، لا ترغب في الابتعاد عنه، …»[13]
- «تتبنى نادية نواصر الهم الوطني بحس أنثوي، فهي التعرف كتابة الشعر بعيدا عن الرجل الذي تتمثل أمامه كأنثى في كل مرة، لكن بحشمة نسبية إذا ما قورنت بغيرها من الشاعرات»[14]

## دراسات عن شعرها
- شفيقة طلحي، «فاعلية التصوير وجمالياته في شعر نادية نواصر»، مجلة المقال 6 يونيو 2016.[15]
- ليلى غضبان،«بلاغة الجسد في شعر نادية نواصر»، مجلة دراسات وأبحاث 2021، [16]
- عبد الحميد شكيل، «تحولات النوستالجيا... : حدوسات الذاكرة عن ديوان "امرأة المسافات" للشاعرة نادية نواصر».[17]